# Charlotte a Prusiei
Alexandra Feodorovna, născută Prințesa Charlotte a Prusiei, (13 iulie 1798 – 1 noiembrie 1860) a fost soția țarului Nicolae I al Rusiei și mama țarului Alexandru al II-lea.

## Prințesă a Prusiei
Alexandra Feodorovna s-a născut la 13 iulie 1798 la Castelul Charlottenburg, ca Prințesa Frederica Louise Charlotte Wilhelmina a Prusiei. A fost fiica regelui Frederic Wilhelm al III-lea al Prusiei și a Louisei de Mecklenburg-Strelitz și sora lui Frederic Wilhelm al IV-lea al Prusiei și a împăratului Wilhelm I al Germaniei.
Copilăria Prințesei Charlotte a fost marcată de războaiele napoleoniene. După înfrângerea armatei Prusiei de către francezi, Prințesa Charlotte și întreaga ei familie au fost forțați să se refugieze în estul Prusiei, unde erau sub protecția Țarului Alexandru I al Rusiei. Mama Charlottei a murit în 1810, la scurt timp după aniversarea de doisprezece ani a Prințesei și pentru tot restul vieții ea a prețuit memoria mamei. Charlotte a rămas atașată de Prusia și de familia ei toată viața.
În toamna anului 1814, Marele Duce Nicolae Pavlovici al Rusiei, viitorul Țar Nicolae I al Rusiei și fratele său Marele Duce Mihail, au vizitat Berlinul. Cele două familii regale au făcut aranjamente de a-i căsători pe Nicolae și Charlotte. Nicolae s-a îndrăgostit de prințesa în vârstă de 17 ani iar sentimentul a fost reciproc. Erau verișori de gradul trei: amândoi erau stră-strănepoți ai regelui Frederic Wilhelm I al Prusiei. 
La 9 iunie 1817, Prințesa Charlotte a vizitat Rusia împreună cu fratele ei, Wilhelm. După ce au ajuns la St. Petersburg Charlotte s-a convertit la credința ortodoxă și și-a luat numele rusesc Alexandra Feodorovna. La aniversarea ei de 19 ani, la 13 iulie 1817 Alexandra Feodorovna s-a căsătorit cu Nicolae la Palatul de Iarnă.

## Mare Ducesă a Rusiei

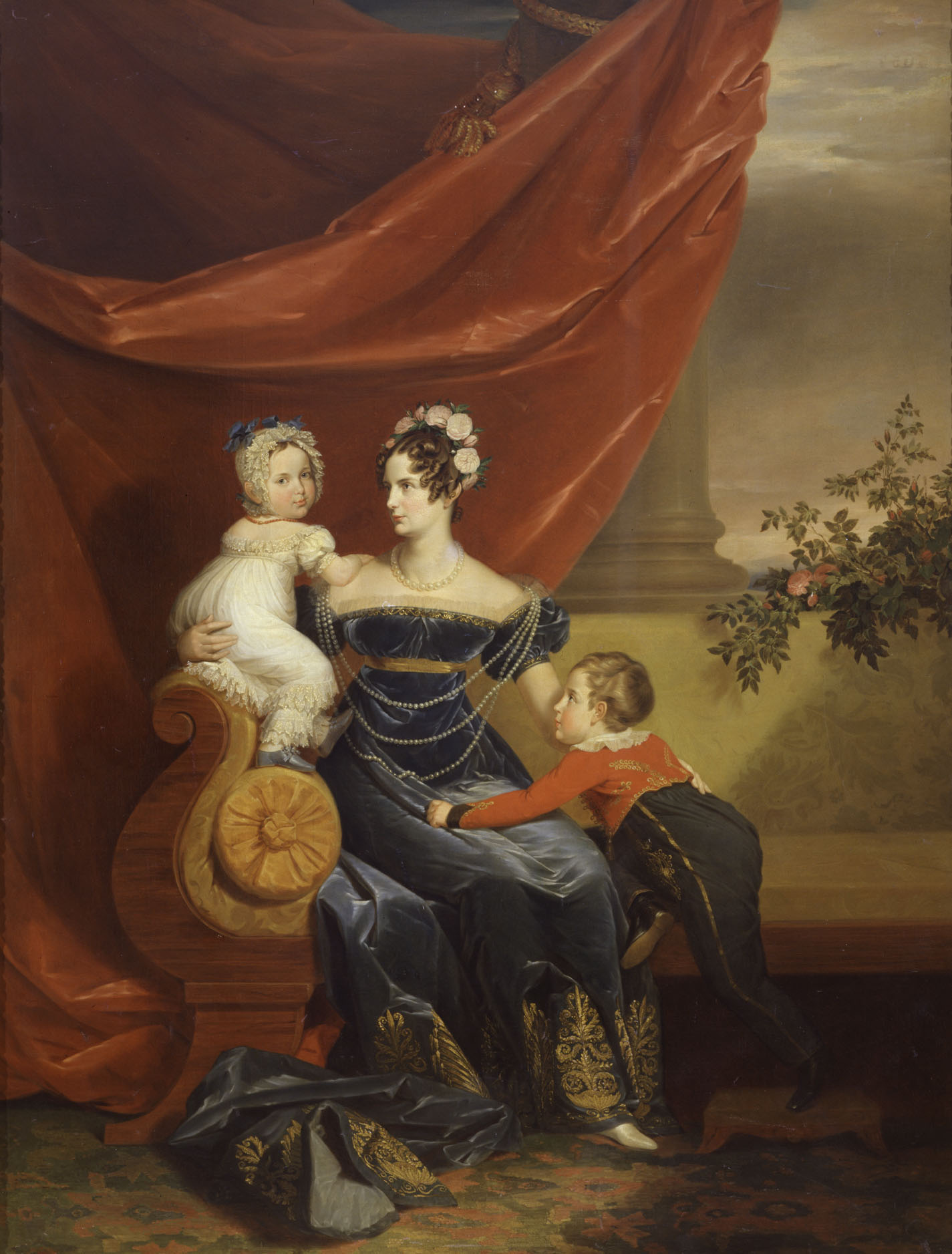
Alexandra Feodorovna cu cei doi copii ai ei mai mari, Ţareviciul Alexandru și Marea Ducesă Maria Nikolaevna, c. 1820

La început, Alexandra Feodorovna a avut probleme de adaptare la Curtea rusă, schimbarea religiei a afectat-o  și era copleșită de noile împrejmuiri. S-a înțeles bine cu soacra sa, Maria Feodorovna, însă nu același lucru se poate spune despre cumnata sa Împărăteasa Elizabeth Alexeievna, soția Țarului Alexandru I. 
La câteva săptămâni după nuntă, Alexandra a rămas însărcinată. La 17 aprilie 1818 ea a născut primul ei copil, viitorul țar Alexandru al II-lea al Rusiei iar anul următor ea a avut o fiică Marea Ducesă Maria Nikolaevna. După pierderea unei sarcini Alexandra a suferit o depresie adâncă iar doctorii au sfătuit-o să-și ia o vacanță; în toamna anului 1820 împreună cu Nicolae și familia ei a vizitat Berlinul, unde au rămas până în vara anului 1821. În vara anului 1824 au revenit în Berlin întorcându-se la St. Petersburg în martie 1825 când Țarul Alexandru I l-a chemat pe Nicolae în Rusia.
Timp de opt ani, în timpul domniei lui Alexandru I, cuplul a trăit liniștit fără să se gândească la posibilitatea de a ocupa tronul Rusiei. Țarul Alexandru nu avea copii iar moștenitorul său, Marele Duce Constantin Pavlovici al Rusiei a renunțat la drepturile la succesiune în 1822, Nicolae devenind noul Țarevici. 
În 1825, Alexandra a primit de la cumnatul ei, Țarul Alexandru, Palatul Peterhof, unde ea și Nicolae au trăit fericii. Peterhof a rămas reședința ei de vară favorită.

## Împărăteasă a Rusiei

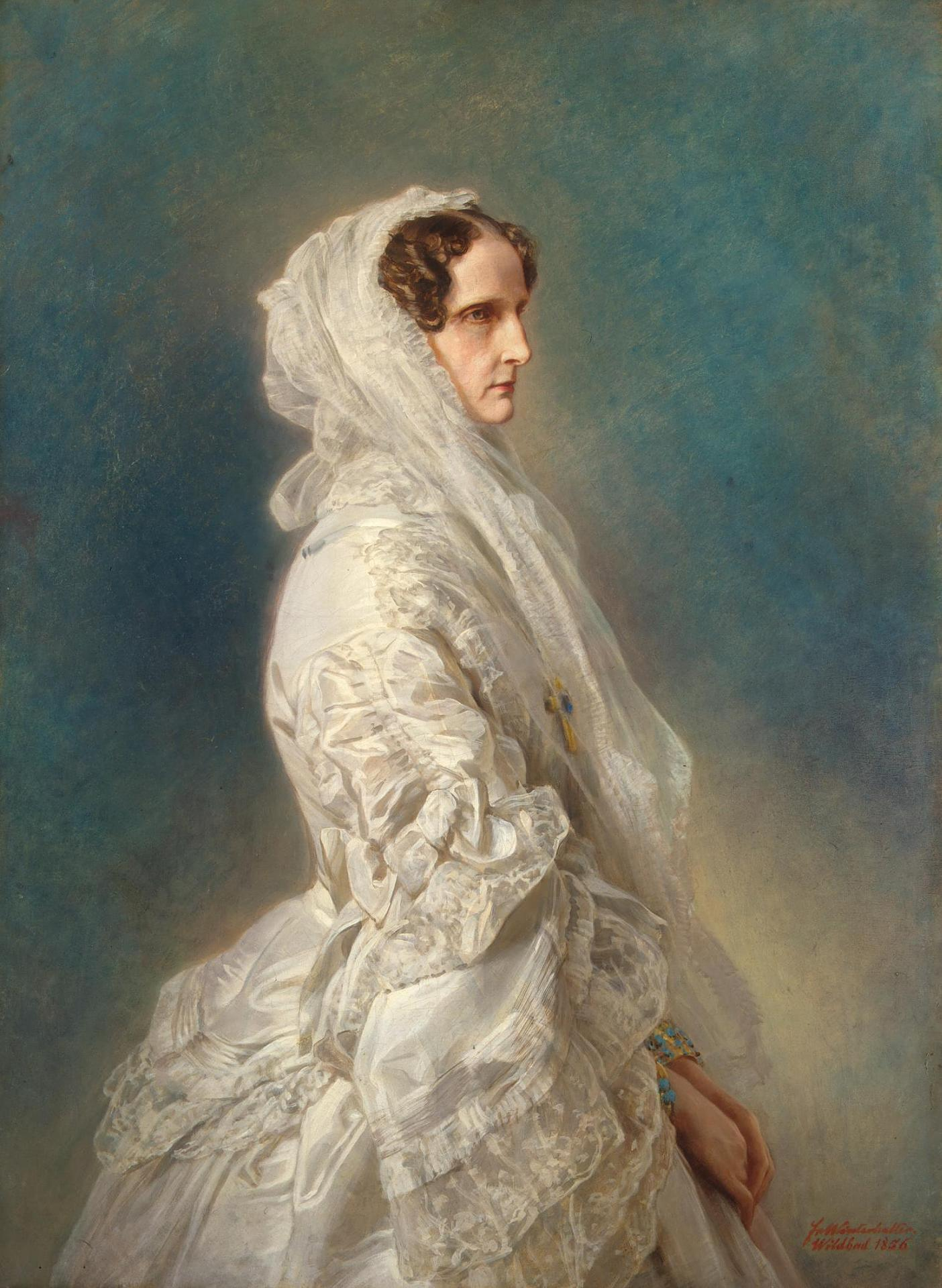
Alexandra Feodorovna în 1856.

Alexandra Feodorovna a devenit Împărăteasă odată cu ascensiunea pe tronul Rusiei a soțului ei ca Țarul Nicolae I. A fost o perioadă tulbure marcată de represiunea sângeroasă a Revoltei decembriștilor.
Până în 1832 Nicolae și Alexandra au avut șapte copii pe care i-au crescut cu grijă. Nicolae și-a iubit toată viața soția pe care o alinta “Mouffy”. După 25 de ani de fidelitate, Nicolae a avut o metresă, pe nume Barbara Nelidova, o doamnă de onoare a Alexandrei; doctorii îi interziseseră Alexandrei activitatea sexuală din cauza sănătății sale precare. În 1845, Nicolae a plâns când doctorii de la curte au cerut Împărătesei să plece la Palermo pentru câteva luni pentru a-și îngriji sănătatea. Când a înțeles că Alexandra nu mai are nici o șansă, Nicolae a făcut tot posibilul să i se alăture chiar dacă numai pentru puțin timp. Nelidova a mers cu ei și deși la început Alexandra era geloasă, curând a acceptat aventura și a rămas în termeni buni cu metresa soțului ei.
Împărăteasa Alexandra Feodorovna a fost întotdeauna fragilă și a avut o sănătate precară. La vârsta de patruzeci de ani arăta mult mai în vârstă și era din ce în ce mai subțire. În 1837, Împărăteasa a ales ca reședință Crimeea. Acolo, Nicolae a construit Palatul Oreanda pentru ea. La sfârșitul anului 1854, Alexandra Feodorovna era foarte bolnavă însă a reușit să-și revină. În 1855 Țarul Nicolae a contactat o gripă și a murit la 6/18 februarie.
Alexandra Feodorovna a supraviețuit soțului ei cinci ani. S-a retras la Palatul Alexander la Tsarskoe Selo și a rămas în termeni buni cu metresa soțului ei, Barbara Nelidova, pe care a numit-o cititorul ei personal. 
Sănătatea Împărătesei mamă a devenit din ce în ce mai fragilă. Iernile Rusiei erau prea aspre pentru ea astfel încât și le petrecea în străinătate. În toamna anului 1860 doctorii i-au recomandat să părăsească Rusia însă Alexandra a preferat să stea la St.Petersburg. A murit în somn la vârsta de 62 de ani la 1 noiembrie 1860 la Palatul Alexander din Tsarskoe Selo.